# Anselmo Silvino
Anselmo Silvino (ur. 23 listopada 1945 w Teramo) – włoski sztangista, brązowy medalista olimpijski i dwukrotny medalista mistrzostw świata.

## Kariera
Pierwszy sukces w karierze osiągnął w 1971 roku, kiedy podczas mistrzostw świata w Limie zdobył brązowy medal w wadze średniej. W zawodach tych wyprzedzili go jedynie Władimir Kanygin z ZSRR i Norweg Leif Jenssen. Rok później wystartował na igrzyskach olimpijskich w Monachium, gdzie w tej samej kategorii wagowej ponownie był trzeci. Tym razem uplasował się za Jordanem Bikowem z Bułgarii i Libańczykiem Mohamedem Tarabulsim. Na tej samej imprezie zdobył jednocześnie brązowy medal mistrzostw świata. W 1972 roku wywalczył też brązowy medal na mistrzostwach Europy w Konstancy, przegrywając tylko z Jordanem Bikowem i Wiktorem Kuriencowem z ZSRR.